# Нагой, Богдан Михайлович
Богдан (Степан) Михайлович Нагой (ум. 21 июля 1633) — русский военный и государственный деятель, рында, стольник и воевода во времена правления Михаила Фёдоровича.
Представитель дворянского рода Нагих. Третий сын боярина Михаила Александровича Меньшого Нагого (? — 1618). Братья — Василий Черный, Александр и Фёдор Нагие.

## Биография
С 1616 по 1632 год служил при дворе в чине стольника, «смотрел в столы» при торжественных царских обедах, стоял рындой при приёмах иностранных послов, ездил с царем на богомолье в монастыри.
В 1626 году назначен первым воеводой в Путивле, для защиты южнорусских границ от крымско-татарских набегов. В 1629 году — один из воевод в Дедилове.
В 1632 году стольник Богдан Михайлович Нагой был назначен первым воеводой сторожевого полка и отправлен из Москвы в Калугу, где должен был «собираться с ратными людьми» для похода на пограничные литовские владения. В октябре 1632 года с небольшим русским войском занял город Серпейск, а в ноябре разбил польско-литовский отряд и взял Рославль, получив в награду от царя золотой. В январе 1633 года со сторожевым полком соединился с большими полком под командованием Михаила Шеина и Артемия Измайлова под Смоленском, приняв участие в осаде города. 
В июле 1633 года погиб в бою с поляками под Смоленском.
Похоронен в Троице-Сергиевом монастыре о чём свидетельствовала надгробная надпись: Стефан, прозвище Богдан Михайлович Нагово, да сын ево Семён, представился 141 (1633) году июля в 21 день. Женат на Ульяне Фёдоровне (ум. 1630) и похоронена рядом с мужем.